# Findura Imre
Findura Imre (1897-től: Farkasfalvi Imre; Rimaszombat, 1844. október 23. – Vác, 1930. január 30.) könyvtáros, helytörténész, a Központi Statisztikai Hivatal könyvtárának első vezetője.

## Életútja
Iskolai tanulmányait Rimaszombatban kezdte meg, majd Lőcsén, Vácott, Egerben és Esztergomban folytatta. 1865 és 1869 között a pesti egyetem joghallgatója volt. 1868–1869-ben elsőként végezte el a Gorove István miniszter által szervezett statisztikai tanfolyamot. 1869-ben került az országos statisztikai hivatalba, amelynek könyvtárát 1871 és 1907 között vezette.

## Munkássága
Findurának köszönhető a statisztikai szakkönyvtár kezdő állományának és nemzetközi kapcsolatainak kiépítése, valamint az első állományjegyzékek elkészítése. Rimaszombat és Vác jeles helytörténésze volt. Irodalomtörténettel, régészettel, néprajzzal, nyelvészettel és művészettörténettel is foglalkozott.

## Főbb művei
- Magyarország helyzete és nagysága Szent László király alatt (Esztergom, 1864)
- Magyarország vasúthálózata (Budapest, 1874)
- Vác története rövid előadásban (Rimaszombat, 1875)
- Rimaszombat története (Budapest, 1876, 1893)
- Az országos m. kir. statisztikai hivatal kiadványai 1867–81 (Budapest, 1881)
- Az orsz. m. k. statisztikai hivatal könyvtárának és térképgyűjteményének címjegyzéke 1867–84 (Budapest, 1885)
- Vác helyrajzi és statisztikai szempontból (Budapest, 1886)
- A Balog völgye (Budapest, 1888)
- Fáy András élete és művei. Irodalomtörténeti tanulmány (Budapest, 1888)
- Rimaszombat szabadalmas város története (Budapest, 1894)
- A váci országgyűlés története (Vác, 1911)